# Actos de habla
Un acto de habla es un tipo de acción que involucra el uso de una lengua natural y que está sujeto a cierto número de reglas convencionales generales o principios pragmáticos de pertinencia que van más allá de la mera gramática abarcando también y fundamentalmente los aspectos comunicativos del mensaje.
La pragmática de Peter Strawson y John Searle considera que «acto de habla» se refiere usualmente a lo mismo que se designa con «acto ilocutivo», término a su vez acuñado por John L. Austin en Cómo hacer cosas con palabras (1962). De acuerdo con Austin, el «acto ilocutivo» se da en la medida en que la enunciación constituye, por sí misma, cierto acto, entendido como transformación de las relaciones entre los interlocutores o con los referentes. Un ejemplo clásico es que al decir «lo prometo» o «sí, acepto» —en una ceremonia matrimonial— estamos, a la vez que hablando, realizando el acto. En este sentido, el acto de habla, es decir, la emisión del enunciado, puede realizarse en forma oral o escrita, siempre y cuando se lleve a cabo la realización de una acción mediante palabras. El efectuar un acto de habla, expresando una oración con sentido, implica un compromiso con el entorno. Un acto de habla puede ser utilizado para: solicitar información, ofrecer, disculparse, expresar indiferencia, expresar agrado o desagrado, amenazar, invitar, rogar, etc. Los actos de habla sirven para la comunicación humana.

## Clasificación de los actos
El acto de habla consta de tres niveles elementales:
- Acto locutivo o acto de habla locutorio: se denomina así al hecho simple de hablar que realiza un ser humano. Se realiza por el hecho de decir algo y consta de tres tipos: acto fonético o producción de determinados sonidos; acto fático o producción de determinados vocablos con una determinada construcción gramatical y entonación; y acto rético, que consiste en el uso de cierta construcción con un significado determinado y constituido por el sentido y la referencia de los componentes de la construcción utilizada.[1]
- Acto ilocutivo o acto de habla ilocutorio: Es la intención del hablante, su finalidad inmediata. Se realiza al decir algo. Ejemplos de este tipo de actos son: felicitar, agradecer, ordenar, prometer, apostar, etc. De cada uno de ellos no puede decirse que sea verdadero o falso, sino que se trata de un acto conseguido o fallido. Para lograr que no sea fallido debe cumplir estas condiciones: 1) condiciones preparatorias (quien ejecuta el acto debe tener derecho o autoridad para hacerlo); 2) condiciones de sinceridad (quien ejecuta el acto debe creer lo que dice y no incurrir en lo que Austin llama "abuso", aunque el acto no quedaría anulado; 3) condiciones esenciales (quien ejecuta el acto se compromete a ciertas creencias o intenciones, aunque no crea en su verdad, esto es, se comporta como debe; por ejemplo, no debe violar la ley del tercio excluso en un argumento). Austin distingue cinco tipos:
  - Judicativos: actos ilocutivos jurídicos como condenar, decretar, evaluar, etc.
  - Ejercitativos: actos ilocutivos que suponen ejercitar potestades, derechos o influencia: ordenar, instar, aconsejar, prevenir.
  - Compromisorios: actos ilocutivos que obligan al locutor a adoptar una actitud concreta o a efectuar acción determinada: verbos como prometer, apostar, jurar, etc.
  - Comportativos: actos ilocutivos que implican reaccionar a la situación de los demás: verbos como agradecer, pedir disculpas, felicitar, maldecir.
  - Expositivos: los que ponen de manifiesto el modo como nuestras expresiones encajan en un argumento o conversación: verbos como conceder, suponer, postular.[2]
- Acto perlocutivo: Son los efectos o consecuencias que causan los actos ilocutivos más allá de su finalidad inmediata y respecto al receptor. Se realiza por medio de decir algo. Tiene en cuenta la reacción al hablar o escribir que realiza un ser humano. Es un efecto del enunciado que actúa sobre las creencias, actitudes o conducta del destinatario. Por caso, una argumentación puede persuadir; un consejo puede asustar; una petición puede adular, complacer, atemorizar, instigar, inspirar, etc.[3]

También, los actos de habla se pueden dividir en dos tipos:
- Actos directos: Son aquellos enunciados en los que el aspecto locutivo e ilocutivo coinciden, es decir, se expresa directamente la intención.
- Actos indirectos: Son aquellas frases en las que el aspecto locutivo e ilocutivo no coinciden, por lo tanto la finalidad de la oración es distinta a lo que se expresa directamente.

John Searle, quien siguió el análisis de Austin sobre los enunciados de acción o performativos y se centró en lo que aquel había llamado actos ilocucionarios —actos que se realizan diciendo algo—, desarrolló la idea de que diversas oraciones con el mismo contenido proposicional pueden diferir en su fuerza ilocucional, según se presenten como una aseveración, una pregunta, una orden o una expresión de deseo.
Según Searle, las fuerzas ilocucionales de un acto de habla pueden describirse siguiendo reglas o condiciones especificables, dadas tanto por las circunstancias como por el propósito que se sigue en diferentes actos ilocucionarios.

## Actos de habla realizativos
En «creo que lo haré», el emisor manifiesta la posibilidad de realización de algo; en «prometo que lo haré», enuncia una promesa.
Los actos de habla realizativos son aquellos en los cuales se hace exactamente lo que se dice: en ellos hablar o escribir es hacer.
Estos actos se formulan con los verbos realizativos, que nombran la acción precisamente al enunciarla; por ejemplo, al decir «prometo», el emisor «promete».

### Tipos de actos de habla
Los actos de habla pueden ser clasificados según la intención o finalidad a que se refieran:
- Actos asertivos o representativos: El hablante niega, acepta o corrige algo, con diferente nivel de certeza. Ejemplo: «sí, por supuesto que pienso así'».
- Actos directivos: El hablante trata de obligar al oyente a hacer una acción. Ejemplo: «Deben terminar sus tareas para mañana», «ordenar», «perdonar», «rogar», «instar», «destituir», etc.
- Actos compromisorios: El hablante asume un compromiso, una obligación o un propósito. Ejemplo: «No voy a fallarte», «prometer», «pactar», «garantizar», etc.
- Actos declarativos: El hablante pretende cambiar el estado en que se encuentra alguna cosa. Ejemplo: «declarar», «certificar», «inaugurar», «bautizar», «absolver», «bendecir», etc. Este dictamen sólo será válido cuando el hablante sea parte de una institución social con autoridad como un juez del registro civil o una entidad religiosa.
- Actos expresivos: El hablante expresa su estado anímico, el de los asuntos de la vida. Ejemplo: '«Hoy, la verdad, no me siento bien'», «felicitar», «disculparse», «dar el pésame», etc.
- Actos afirmativos: El emisor se compromete con la veracidad de su afirmación. Ejemplo: «insistir», «sostener», «postular», «afirmar», «jurar», etc.

### Condiciones de los actos de habla realizativos
Para que los actos de habla sean realizativos, es decir, que su enunciación «haga lo que dice», se precisa, en primer lugar, que el emisor —quien lo enuncia—, el receptor —a quien se lo dice— y el contexto —espacio y tiempo— sean los que deben ser. Así, por ejemplo, cualquier emisor no puede declarar la guerra o casar.
Además, las expresiones realizativas han de enunciarse en presente de indicativo y, por lo general, en primera persona del singular.
A veces se usan otras fórmulas:
- Pasiva con se: «Se declara la guerra a X».
- Impersonal con se: '«Se convoca a los vecinos a una junta».
- Construcciones atributivas con estar y quedar: «Queda declarada la guerra a X».

Si el acto realizativo es llevado a cabo por un grupo —por ejemplo, un tribunal que dicta sentencia—, es posible también el uso del plural: «Absolvemos el acusado».